# Rock and Roll Band (canción)
«Rock and Roll Band» es una canción de hard rock de la banda de rock estadounidense Boston y aparece en su álbum debut homónimo, el cual fue publicado en 1976 por Epic Records.  Fue escrita por Tom Scholz.
Este tema fue uno de los seis que fueron grabados en el estudio personal de Scholz de 1974 a 1975 antes de que el grupo firmara contrato con la discográfica Epic. Sin embargo, Tom la compuso a principios de los 70's.
En «Rock and Roll Band», Scholz es quién ejecuta la guitarra, el bajo y el clavinet, mientras que Brad Delp interpreta la melodía.  A diferencia de otras canciones de este álbum, Jim Masdea es el que toca la batería y no Sib Hashian, quién grabó las percusiones en los demás temas del disco.

## Significado de la canción
Según el crítico de Allmusic, Vic Iyengar, «Rock and Roll Band» trata del ascenso del grupo, quienes tocaban en un bar. Pero la letra exagera más de lo que fue la verdadera historia de Boston, pues se menciona en la canción que fue descubierta en una de sus presentaciones por un ejecutivo de una compañía importante.  Sin embargo, la banda tuvo que  empeñar años de preparación, dedicación y grabar varios demos que fueron rechazados de principio por muchas disqueras.
El investigador de la Universidad de Minnesota, Scott Swanson realizó varios estudios acerca de la banda y uno de ellos planteaba que si la canción «Rock and Roll Band» era autobiográfica;  la conclusión fue que Scholz se inspiró en las travesías de su amigo Jim Masdea, quién tocó en varias bandas a principios de 1970.

## Otras apariciones y versiones
La canción fue lanzada como un sencillo promocional en 1976, junto al tema principal del álbum «More Than a Feeling», que fue el lado B del mismo.
Además de Boston, esta melodía esta enlistada en los recopilatorios Boston / Don't Look Back, Greatest Hits y el compilado homónimo Rock and Roll Band publicados en 1983, 1997 y 1998 respectivamente.  También se encuentra en el tercer disco del álbum de varios artistas llamado Sex, Drugs & Rock & Roll.
«Rock and Roll Band» fue interpretada por la banda New Duncan Imperials y que aparece en el EP We're in a Band de 1993.
No solo se puede encontrar este tema en álbumes musicales, ya que se enlista en algunos juegos electrónicos. En el juego de vídeo Rock Band de 2007, se puede descargar esta canción.  También aparece en el juego Guitar Hero: World Tour, el cual salió a la venta en 2008.

## Formación
- Brad Delp — voz
- Tom Scholz — guitarra, bajo y clavinet
- Jim Masdea — batería